# 보수인민당
보수인민당(保守人民黨, 덴마크어: Det Konservative Folkeparti)은 덴마크의 보수주의, 중도우파 정당이다. 20세기 초반에 우파당을 계승하면서 창당됐다. 보수주의를 표방하지만 환경 문제에 관심을 갖는 등 중도적 모습을 보이기도 한다. 여러 차례 내각에 참여했지만 총리는 포울 슐뤼테르 1명만 배출했으며, 대개는 좌파당이 이끄는 내각에 참여하거나 지원한다. 창당 후 오랫동안 높은 지지를 얻었지만 최근 덴마크 인민당의 선전에 군소정당으로 전락했다. 현재 덴마크 의회에서 7당을 차지하고 있다.